# Boris Volosatîi
Boris Volosatîi (n. 16 iunie 1956, Purcari, raionul Ștefan Vodă, Republica Moldova) este un deputat român, ales în 2020 din partea AUR.